# Hyperostose

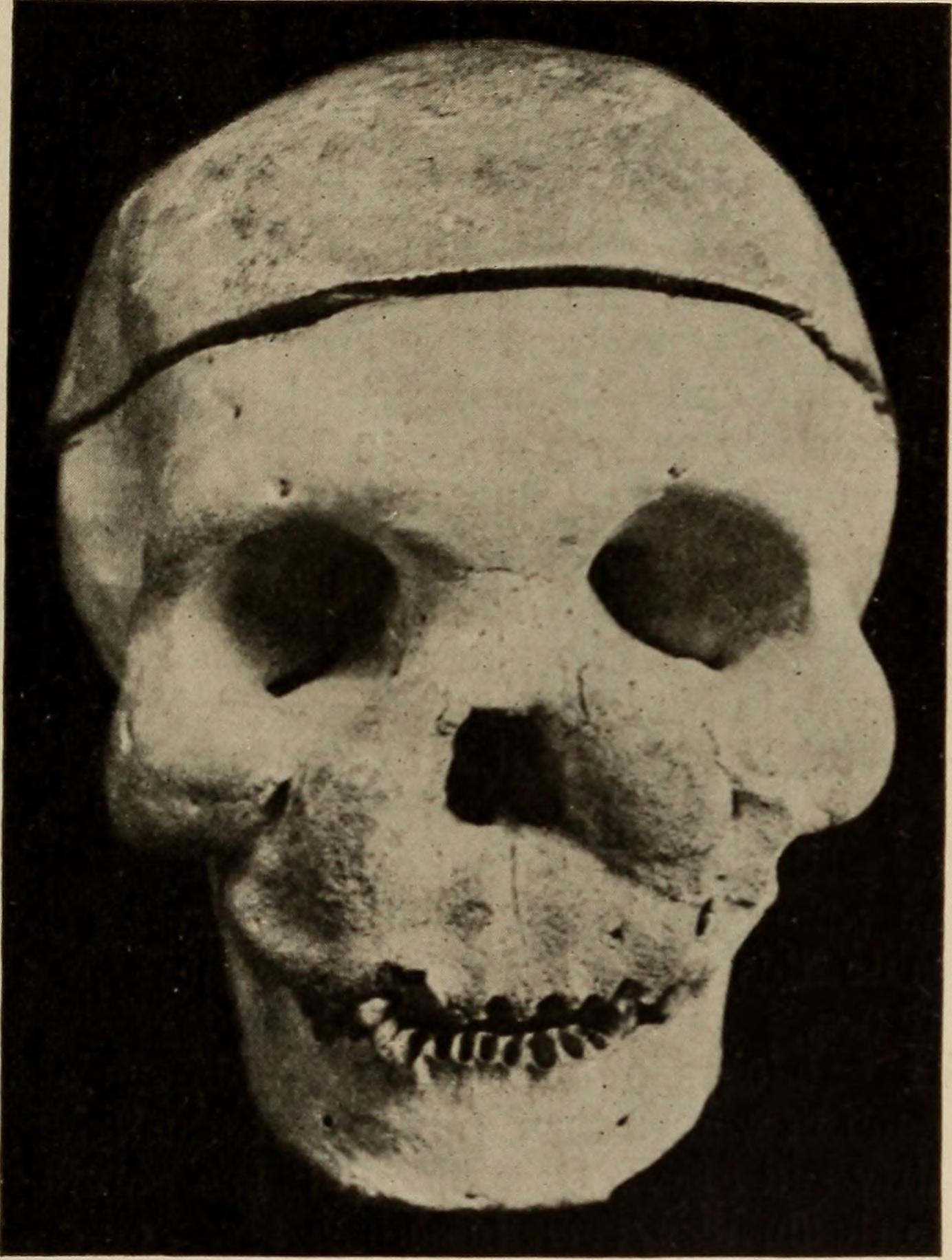
Un crane humain présentant une hyperostose.

Une hyperostose est une hypertrophie osseuse résultant d'une activité ostéoformatrice excessive du périoste.

## Étiologie
Une hyperostose peut avoir diverses origines ou étiologies :
- génétique : maladie d'Engelman, pléonostéose, pachydermopériostose ;
- paranéoplasique : ostéoarthropathie hypertrophiante pneumique ;
- endocrine : acromégalie ;
- infectieuse.